# Vardavarri Lich
Vardavarri Lich är en sjö i Armenien.   Den ligger i provinsen Jerevan, i den centrala delen av landet. Vardavarri Lich ligger 983 meter över havet.
Runt Vardavarri Lich är det i huvudsak tätbebyggt. Runt Vardavarri Lich är det mycket tätbefolkat, med 5 021 invånare per kvadratkilometer.